# Toruń Główny
Toruń Główny (w latach 1861–1893 Thorn, 1893–1920 i 1939–1945 Thorn Hauptbahnhof, 1920–1922 Toruń Dworzec Główny, 1923–1938 Toruń Przedmieście) – stacja kolejowa w Toruniu. Przez przystanek przechodzą trzy linie kolejowe: 18 Kutno – Piła Główna, 353 Poznań Wschód – Skandawa, 734 Nieszawka – Toruń Towarowy TRB. Główny budynek dworcowy mieści się pomiędzy czterema peronami. Obiekt wpisany jest do gminnej ewidencji zabytków (nr 2185).

## Historia
Dworzec został wybudowany w 1861 roku w obrębie fortu Przyczółek Mostowy. Pierwotnie nosił nazwę Toruń Przedmieście. Ze względu na system fortyfikacji oraz budowane lub wybudowane wcześniej linie kolejowe na lewym brzegu Wisły (z Wrocławia do Olsztyna i z Bydgoszczy do Łodzi lub Warszawy) podjęto decyzję o wybudowaniu dworca po tej stronie. Na dworzec można było się dostać przez most drewniany. Na pierwszym dworcu znajdowały się dwa tory. W 1864 roku na dworcu przeprowadzono gazociąg, następnie zainstalowano tam latarnie.
Z czasem dworzec zaczął uchodzić za przestarzały i zbyt niewielki. W 1868 roku zapadła decyzja o budowie nowego gmachu oraz żelaznego mostu kolejowego, którym połączyłby dworzec z miastem. Nowy budynek dworca i most oddano do użytku w 1873 roku.
Obok głównego budynku w 1873 roku zbudowano również budynek pełniący funkcje poczty. W 1915 roku budynek rozbudowano. Kolejne prace remontowe przeprowadzono w 1955 roku. W 1895 roku zbudowano przejście podziemne w kierunku ulicy Kujawskiej. Siedem lat później zbudowano drugi tunel, przeznaczony do przewozu towarów.
W 1903 roku zlikwidowano pomieszczenia odprawy celnej, którą przeniesiono do nowego budynku, ulokowanego po zachodniej stronie dworca. W 1945 roku dworzec uległ pożarowi. Odbudowa dworca miała miejsce w latach 1948–1950. W 1963 roku rozpoczęto modernizację pomieszczeń dworcowych. Pracę kontynuowano w latach 70. XX wieku.
31 stycznia 2014 roku nastąpiło protokolarne przekazanie dworca Toruń Główny na rzecz Gminy Miasta Toruń. W lutym 2014 roku rozpoczęto remont generalny i modernizację dworca. Uroczyste otwarcie wyremontowanego dworca nastąpiło 12 listopada 2015. W ramach remontu położono historyzującą posadzkę z płytek gresowych, ściany ozdobiono boazerią, poszerzono i przedłużono przejście podziemne do ul. Podgórskiej, zamontowano windy i schody ruchome, przejście podziemne dostosowano do osób niepełnosprawnych, zmodernizowano pętlę autobusową. Tego samego dnia odsłonięto tablicę upamiętniającą przybycie do Torunia profesorów Uniwersytetu Stefana Batorego w Wilnie, którzy stanowili zrąb kadry naukowej nowo powstałego Uniwersytetu Mikołaja Kopernika w Toruniu.
22 marca 2017 roku władze Torunia podpisały umowę dzierżawy ze spółką Urbitor na zarządzanie dworcem Toruń Główny przez 10 lat.

## Ruch pasażerski
| Rok  | Wymiana roczna | Wymiana pasażerska na dobę | miejsce w Polsce |
| ---- | -------------- | -------------------------- | ---------------- |
| 2017 | 2 080 000      | 5 400                      | 42               |
| 2018 | 2 080 000      | 5 700                      | 57               |
| 2019 | 2 370 000      | 6 500                      | 40               |
| 2020 | 1 280 000      | 3 500                      | 50               |
| 2021 | 1 390 000      | 3 800                      | 57               |
| 2022 |                | 6 100                      | 59               |

## Kolejowa Izba Tradycji
Na terenie dworca, w budynku dawnej poczty, mieści się Kolejowa Izba Tradycji. Jest to muzeum gromadzące eksponaty związane z kolejnictwem. W latach 2015–2017 mieściło się w budynku administracyjnym na stacji kolejowej Toruń Kluczyki (jako Izby Tradycji Toruńskiego Węzła Kolejowego). Na terenie dworca Toruń Główny działa od 21 marca 2017 roku. Jest prowadzone przez Stowarzyszenie Toruńska Kolejowa Izba Tradycji (formalnie powołanej w 2018 roku). Działalność Kolejowej Izby Tradycji finansuje Polregio, ponadto ze Stowarzyszeniem Toruńskiej Kolejowej Izby Tradycji współpracuje Muzeum Okręgowe w Toruniu, które przekazało Kolejowej Izbie Tradycji dziesięć gablot.